# Rhachotropis delicata
Rhachotropis delicata is een vlokreeftensoort uit de familie van de Eusiridae. De wetenschappelijke naam van de soort is voor het eerst geldig gepubliceerd in 2010 door Lörz.